# Bakswāho
Bakswāho är en ort i Indien.   Den ligger i distriktet Chhatarpur och delstaten Madhya Pradesh, i den centrala delen av landet, 500 km söder om huvudstaden New Delhi. Bakswāho ligger 499 meter över havet och antalet invånare är 9 734.
Terrängen runt Bakswāho är platt. Runt Bakswāho är det ganska tätbefolkat, med 104 invånare per kvadratkilometer. Närmaste större samhälle är Shāhgarh, 18,4 km väster om Bakswāho. I omgivningarna runt Bakswāho växer huvudsakligen savannskog.